# Lijst van meeteenheden van lengte
Dit is een lijst met meeteenheden van lengte. De afkortingen zijn hoofdlettergevoelig: ym en Ym zijn zeer verschillende afmetingen.
| naam meeteenheid      | lengte (in meters)                                                                  | afkorting                       | SI-stelsel | opmerking                                                                               |
| --------------------- | ----------------------------------------------------------------------------------- | ------------------------------- | ---------- | --------------------------------------------------------------------------------------- |
| plancklengte          | 0, 000 000 000 000 000 000 000 000 000 000 000 016 162 55(18) meter 1,616 × 10−35 m | lP                              | nee        | Volgens natuurkundige Max Planck de kleinste meeteenheid. Ook wel kwantumlengte genoemd |
| quectometer           | 0,000 000 000 000 000 000 000 000 000 001 meter 10−30 m                             | qm                              | ja         |                                                                                         |
| rontometer            | 0,000 000 000 000 000 000 000 000 001 meter 10−27 m                                 | rm                              | ja         |                                                                                         |
| yoctometer            | 0, 000 000 000 000 000 000 000 001 meter 10−24 m                                    | ym                              | ja         |                                                                                         |
| zeptometer            | 0, 000 000 000 000 000 000 001 meter 10−21 m                                        | zm                              | ja         |                                                                                         |
| attometer             | 0, 000 000 000 000 000 001 meter 10−18 m                                            | am                              | ja         |                                                                                         |
| femtometer            | 0, 000 000 000 000 001 meter 10−15 m                                                | fm                              | ja         |                                                                                         |
| picometer             | 0, 000 000 000 001 meter 10−12 m                                                    | pm                              | ja         |                                                                                         |
| ångström              | 0, 000 000 000 1 meter 10−10 m                                                      | Å                               | nee        | Gebruikt voor het beschrijven van afmetingen van atomen en moleculen                    |
| nanometer             | 0, 000 000 001 meter 10−9 m                                                         | nm                              | ja         |                                                                                         |
| micrometer            | 0, 000 001 meter 10−6 m                                                             | µm                              | ja         |                                                                                         |
| millimeter            | 0, 001 meter 10−3 m                                                                 | mm                              | ja         |                                                                                         |
| centimeter            | 0, 01 meter 10−2 m                                                                  | cm                              | ja         |                                                                                         |
| inch                  | 0,025 4 meter 2.54 × 10−2 m                                                         | in of " (dubbel accentteken)    | nee        | Er zijn verschillende soorten inches. De hier genoemde is de internationale inch.       |
| duim                  | 0,025 739 363 6 meter 2.57393636 × 10−2 m                                           | geen                            | nee        | Er zijn verschillende soorten duimen. De hier genoemde is de Amsterdamse duim           |
| decimeter             | 0,1 meter 10−1 m                                                                    | dm                              | ja         |                                                                                         |
| voet                  | 0,304 8 meter 3.048 × 10−1 m                                                        | ft of ' (een enkel accentteken) | nee        | Er zijn verschillende soorten voeten. De hier genoemde is de internationale voet.       |
| yard                  | 0,9144 meter 9.144 × 10−1 m                                                         | geen                            | nee        | Er zijn verschillende soorten yards. De hier genoemde is de internationale yard.        |
| meter                 | 1 meter                                                                             | m                               | ja         |                                                                                         |
| decameter             | 10 meter 101 m                                                                      | dam                             | ja         |                                                                                         |
| hectometer            | 100 meter 102 m                                                                     | hm                              | ja         |                                                                                         |
| kilometer             | 1 000 meter 103 m                                                                   | km                              | ja         |                                                                                         |
| mijl                  | 1 609,344 meter 1.609344 × 103 m                                                    | mi                              | nee        | Er zijn verschillende soorten mijlen. De hier genoemde is de internationale mijl.       |
| zeemijl               | 1 852 meter 1.852 × 103 m                                                           | NM of nmi                       | nee        | Er zijn verschillende soorten zeemijlen. De hier genoemde is de internationale zeemijl. |
| megameter             | 1 000 000 meter 106 m                                                               | Mm                              | ja         |                                                                                         |
| gigameter             | 1 000 000 000 meter 109 m                                                           | Gm                              | ja         |                                                                                         |
| astronomische eenheid | 149 597 870 700 meter 1.49 × 1011 m                                                 | UA, AU of AE                    | nee        |                                                                                         |
| terameter             | 1 000 000 000 000 meter 1012 m                                                      | Tm                              | ja         |                                                                                         |
| petameter             | 1 000 000 000 000 000 meter 1015 m                                                  | Pm                              | ja         |                                                                                         |
| lichtjaar             | 9 460 730 472 580 800 meter 9.46 × 1015 m                                           | lj                              | nee        | Dit is per definitie de afstand die licht door vacuüm in een juliaans jaar aflegt       |
| parsec                | 3,26 lj 3,085 × 1016 m                                                              | ps                              | nee        | Afstand waarvandaan een AE één boogseconde inneemt: (648 000/π) AE                      |
| exameter              | 1 000 000 000 000 000 000 meter 1018 m                                              | Em                              | ja         |                                                                                         |
| zettameter            | 1 000 000 000 000 000 000 000 meter 1021 m                                          | Zm                              | ja         |                                                                                         |
| yottameter            | 1 000 000 000 000 000 000 000 000 meter 1024 m                                      | Ym                              | ja         |                                                                                         |
| ronnameter            | 1 000 000 000 000 000 000 000 000 000 meter 1027 m                                  | Rm                              | ja         |                                                                                         |
| quettameter           | 1 000 000 000 000 000 000 000 000 000 meter 1030 m                                  | Qm                              | ja         |                                                                                         |